# Krama (pañuelo)

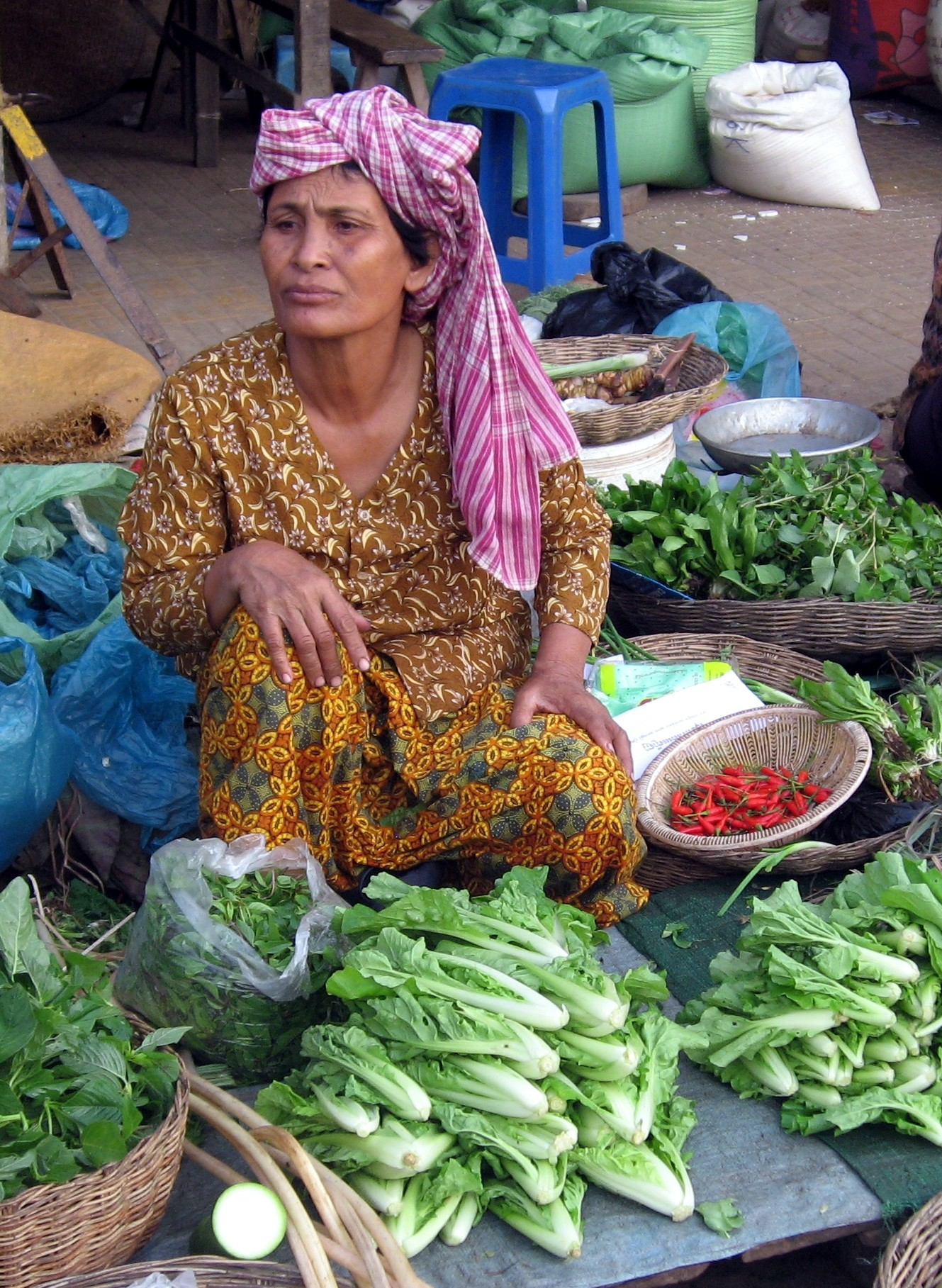
Vendedora ataviada con un krama en Kampong Thom.

El krama (en jemer: ក្រមារ) es un accesorio típico de la indumentaria tradicional de Camboya, que consiste en un pañuelo de algodón, fabricado a mano y a urdimbre, a partir de un patrón de bandas blancas cruzadas, con otras de diferente color, generalmente rojas, azules o violetas, que conforman de este modo cientos de pequeños cuadros, de aspecto bicolor, terminado en flecos en sus extremos.
Es usado por hombres, mujeres y niños, tanto en festividades como durante la jornada de trabajo, en el medio rural o el urbano. Su función es múltiple, como pañuelo para el cuello, cobertura para la cabeza como protección del Sol, funda para almohadas, a modo de sarong, para secar el sudor mientras se realizan labores rurales, porta-bebés, etc.
El krama ha sido una pieza fundamental de la cultura camboyana, debido a que su uso distingue a su pueblo de sus vecinos tailandeses, vietnamitas o laotianos. Bajo el régimen de los Jemeres Rojos de Pol Pot (1975-1979), el pueblo camboyano fue obligado a portar un krama de color rojo, alrededor de la cintura, cuello o sobre la cabeza, durante los trabajos forzados en el campo, como parte de su política de ruralización de la economía.